# Камышёв, Алексей Иванович
Алексей Иванович Камышёв, другой вариант фамилии — Камышов (18 февраля 1917, село Новоромановка, Кокчетавский уезд, Акмолинская область, Степное генерал-губернаторство, Российская империя — 25 октября 1985, село Балкашино, Сандыктауский район, Целиноградская область, Казахская ССР) — бригадир совхоза «Сандыктауский» Балкашинского района Целиноградской области, Казахская ССР. Герой Социалистического Труда (1967).

## Биография
Родился в 1917 году в крестьянской семье в селе Новоромановка Кокчетавской области. С 1932 года трудился в сельскохозяйственной артели в родном селе. В 1935 году окончил курсы трактористов, после которых трудился трактористом в колхозе «Путь Ленина» (с 1938 года — Балкашинская МТС Молотовского района). В феврале 1942 году призван в Красную Армию. Участвовал в Великой Отечественной войне и Советско-японской войне. После демобилизации в 1946 году возвратился на родину и продолжил трудиться трактористом на Балкашинской МТС.
С 1953 года — бригадир тракторной бригады в колхозе «Путь Ленина» (с 1961 года — совхоз «Сандыктауский») Балкашинского района. В 1966—1964 годах его бригада получила в среднем с каждого гектара по 15,9 центнера зерновых с площади 2675 гектаров вместо запланированных 11,9 центнеров. Было сдано 10468 тонн зерновых, что превысило план на 3635 тонн. Бригада трактористов первой в Балкашинском районе была удостоена почётного звания «Бригада коммунистического труда».
Указом Президиума Верховного Совета СССР от 19 апреля 1967 года удостоен звания Героя Социалистического Труда за «достигнутые успехи в увеличении производства и заготовок зерна в 1966 году» с вручением ордена Ленина и золотой медали «Серп и Молот» (№ 14593).
Избирался депутатом Балкашинского районного Совета депутатов трудящихся.
После выхода на пенсию проживал в селе Балкашино. С 1977 года — персональный пенсионер союзного значения. Умер в октябре 1985 года. Похоронен на местном сельском кладбище.
Награды
- Герой Социалистического Труда
- Орден Ленина
- Медаль «За трудовое отличие» (11.01.1957)
- Медаль «За освоение целинных земель» (20.10.1956)